# Eredivisie 2008/09 (mannenvoetbal)/Transfers zomer
Dit is een lijst van transfers uit de Nederlandse Eredivisie in de zomer van het jaar 2008, als voorbereiding op het seizoen 2008/09. Hierin staan alleen transfers die clubs uit de Eredivisie hebben voltooid.
De transferperiode duurt van 1 juli 2008 tot en met 1 september. Deals mogen op elk moment van het jaar gesloten worden, maar de transfers zelf mogen pas in de transferperiodes plaatsvinden. Transfervrije spelers (spelers zonder club) mogen op elk moment van het jaar gestrikt worden.
| Speler                  | Nationaliteit         | Oude club                  | Nieuwe club               | Extra                                                   |
| ----------------------- | --------------------- | -------------------------- | ------------------------- | ------------------------------------------------------- |
| Naïm Aarab              | België                | N.E.C.                     | AE Larissa 1964           | Transfervrij                                            |
| Kemy Agustien           | Nederland             | AZ                         | Birmingham City FC        | Verhuurd                                                |
| Ismaïl Aissati          | Marokko               | PSV                        | AFC Ajax                  | Circa € 4.000.000, -                                    |
| Oluwafemi Ajilore       | Nigeria               | FC Midtjylland             | FC Groningen              | Circa € 3.000.000, -                                    |
| Alcides                 | Brazilië              | PSV                        | Chelsea FC                | Was verhuurd                                            |
| Ahmed Ammi              | Marokko               | NAC Breda                  | ADO Den Haag              | Circa € 300.000, -                                      |
| Nordin Amrabat          | Marokko               | VVV-Venlo                  | PSV                       | Circa € 2.300.000, -                                    |
| Petter Andersson        | Zweden                | Hammarby IF                | FC Groningen              | Circa € 880.000, -                                      |
| Danilo Arends           | Nederland             | ADO Den Haag               | v.v. Katwijk              | Transfervrij                                            |
| Oussama Assaidi         | Marokko               | FC Omniworld               | BV De Graafschap          |                                                         |
| Thomas Bælum            | Denemarken            | Willem II                  | Silkeborg IF              | Transfervrij                                            |
| Lukáš Bajer             | Tsjechië              | SK Sigma Olomouc           | Heracles Almelo           | Verhuurd                                                |
| Tim Bakens              | Nederland             | RKC Waalwijk               | FC Volendam               | Transfervrij                                            |
| Pim Balkestein          | Nederland             | sc Heerenveen              | Ipswich Town FC           | Circa € 150.000, -                                      |
| Hugo Bargas             | Argentinië            | CA All Boys                | BV De Graafschap          |                                                         |
| Roy Bejas               | Nederland             | Roda JC Kerkrade           | RKSV Groene Ster          | Transfervrij, was verhuurd aan Fortuna Sittard          |
| Diego Biseswar          | Nederland             | BV De Graafschap           | Feyenoord                 | Was verhuurd                                            |
| Mark Bloemendaal        | Nederland             | BV De Graafschap           | Clubloos                  | Was verhuurd aan sc Heerenveen                          |
| Siebe Blondelle         | België                | SBV Vitesse                | FCV Dender EH             | Transfervrij, was verhuurd aan VVV-Venlo                |
| Richard Blonk           | Nederland             | ADO Den Haag               | v.v. Katwijk              | Transfervrij                                            |
| Kevin Bobson            | Nederland             | Willem II                  | Red Bull Salzburg         | Transfervrij, was verhuurd aan N.E.C.                   |
| Ruud Boffin             | België                | PSV                        | MVV Maastricht            | Transfervrij, was verhuurd aan FC Eindhoven             |
| Rachid Bouaouzan        | Nederland             | Wigan Athletic FC          | N.E.C.                    | Verhuurd                                                |
| Nourdin Boukhari        | Marokko               | Sparta Rotterdam           | Ittihad FC                | Circa € 1.450.000, -                                    |
| Ali Boussaboun          | Marokko               | Al-Wakrah SC               | FC Utrecht                | Transfervrij                                            |
| Michael Bradley         | Verenigde Staten      | sc Heerenveen              | Borussia Mönchengladbach  | Circa € 2.500.000, -                                    |
| Bart van Brakel         | Nederland             | N.E.C.                     | FC Eindhoven              | Transfervrij                                            |
| Jérémie Bréchet         | Frankrijk             | FC Sochaux                 | PSV                       | Transfervrij                                            |
| Benjamin van den Broek  | Nederland             | NAC Breda                  | HFC Haarlem               | Transfervrij                                            |
| Leon Broekhof           | Nederland             | SBV Vitesse                | BV De Graafschap          | Transfervrij                                            |
| Jaime Bruinier          | Nederland             | SBV Vitesse                | AGOVV                     | Verhuurd                                                |
| Jordy Buijs             | Nederland             | Feyenoord                  | BV De Graafschap          | Transfervrij, was al verhuurd                           |
| Dave Bus                | Nederland             | BV De Graafschap           | Go Ahead Eagles           | Transfervrij, was verhuurd aan Aberdeen FC              |
| Ellery Cairo            | Nederland             | Coventry City FC           | NAC Breda                 | Transfervrij                                            |
| Fabio Caracciolo        | België                | FC Eindhoven               | ADO Den Haag              |                                                         |
| Juan Carlos Carrizo     | Argentinië            | PSV                        | AA Argentinos Juniors     | Transfervrij, was verhuurd aan Club Olimpo              |
| Abdelhali Chaiat        | Nederland             | FC Volendam                | BV De Graafschap          | Transfervrij                                            |
| Martin Christensen      | Denemarken            | Heracles Almelo            | Charlton Athletic FC      | Was verhuurd                                            |
| Jürgen Colin            | Nederland             | AFC Ajax                   | Sporting Gijón            | Transfervrij                                            |
| Nick Coster             | Nederland             | ADO Den Haag               | FC Dordrecht              | Transfervrij                                            |
| Gino Coutinho           | Nederland             | FC Den Bosch               | ADO Den Haag              | Transfervrij                                            |
| Cristiano               | Brazilië              | Willem II                  | Adelaide United           | Transfervrij                                            |
| Darío Cvitanich         | Argentinië            | CA Banfield                | AFC Ajax                  | Circa € 7.000.000, -                                    |
| Simon Cziommer          | Duitsland             | AZ                         | FC Utrecht                | Verhuurd                                                |
| Björn Daelemans         | België                | Heracles Almelo            | AS Verbroedering Geel     | Verhuurd                                                |
| Edgar Davids            | Nederland             | AFC Ajax                   | Gestopt                   |                                                         |
| Geert den Ouden         | Nederland             | SBV Excelsior              | BV De Graafschap          | Transfervrij                                            |
| Timothy Derijck         | België                | FCV Dender EH              | Feyenoord                 | Was verhuurd                                            |
| Boy Deul                | Curaçao               | FC Volendam                | Willem II                 | Transfervrij                                            |
| Dominique van Dijk      | Nederland             | Go Ahead Eagles            | FC Volendam               | Verhuurd                                                |
| Rob van Dijk            | Nederland             | sc Heerenveen              | Feyenoord                 | Transfervrij                                            |
| Luciano Dompig          | Nederland             | FC Volendam                | BV Veendam                | Transfervrij                                            |
| Ryan Donk               | Nederland             | AZ                         | West Bromwich Albion FC   | Verhuurd                                                |
| Bas Dost                | Nederland             | FC Emmen                   | Heracles Almelo           |                                                         |
| Darl Douglas            | Nederland             | Willem II                  | Heracles Almelo           | Transfervrij                                            |
| Henrico Drost           | Nederland             | sc Heerenveen              | BV De Graafschap          | Verhuurd                                                |
| Jeroen Drost            | Nederland             | sc Heerenveen              | SBV Vitesse               | Verhuurd, was verhuurd aan N.E.C.                       |
| Rens van Eijden         | Nederland             | PSV                        | N.E.C.                    | Verhuurd                                                |
| Sherif Ekramy           | Egypte                | Feyenoord                  | Ankaragücü                | Verhuurd                                                |
| Mustapha El Aamrani     | Nederland             | FC Utrecht                 | FC Blauw-Wit Amsterdam    | Transfervrij                                            |
| Karim El Ahmadi         | Marokko               | FC Twente                  | Feyenoord                 | Circa € 5.000.000, -                                    |
| Moestafa El Kabir       | Marokko               | FC Utrecht                 | N.E.C.                    | Transfervrij                                            |
| Rachid El Yaakoubi      | Nederland             | FC Volendam                | HFC Haarlem               | Transfervrij                                            |
| Tarik Elyounoussi       | Noorwegen             | Fredrikstad FK             | sc Heerenveen             | Circa € 3.700.000, -                                    |
| Marvin Emnes            | Nederland             | Sparta Rotterdam           | Middlesbrough FC          | Circa € 4.000.000, -                                    |
| Orlando Engelaar        | Nederland             | FC Twente                  | FC Schalke 04             | Circa € 5.500.000, -                                    |
| Eyong Enoh              | Kameroen              | Ajax Cape Town             | AFC Ajax                  | Transfervrij                                            |
| Kermit Erasmus          | Zuid-Afrika           | Supersport United FC       | Feyenoord                 | Circa € 150.000, -                                      |
| Robin Faber             | Nederland             | SBV Vitesse                | ADO Den Haag              | Transfervrij                                            |
| Karim Fachtali          | Nederland             | N.E.C.                     | FC Oss                    | Verhuurd                                                |
| Fágner                  | Brazilië              | PSV                        | CR Vasco da Gama          | Transfervrij                                            |
| Jefferson Farfán        | Peru                  | PSV                        | FC Schalke 04             | Circa € 10.000.000, -                                   |
| Lesly Fellinga          | Nederland             | BV Veendam                 | sc Heerenveen             | Transfervrij                                            |
| Dani Fernández          | Spanje                | Arsenal Kiev               | N.E.C.                    | Verhuurd                                                |
| Jim van Fessem          | Nederland             | BV De Graafschap           | NAC Breda                 | Transfervrij                                            |
| Sander Fischer          | Nederland             | NAC Breda                  | SC Cambuur                | Transfervrij                                            |
| Mark-Jan Fledderus      | Nederland             | FC Groningen               | Heracles Almelo           | Circa € 175.000, -                                      |
| Andro Franca            | Nederland             | NAC Breda                  | Kozakken Boys             | Transfervrij                                            |
| Purrel Fränkel          | Nederland             | SBV Vitesse                | BV De Graafschap          | Transfervrij, was al verhuurd                           |
| Gonzalo García García   | Spanje                | sc Heerenveen              | FC Groningen              | Circa € 650.000, -, was verhuurd aan Heracles Almelo    |
| Sander van Gessel       | Nederland             | NAC Breda                  | Sparta Rotterdam          | Transfervrij                                            |
| Igor Gluščević          | Montenegro            | Heracles Almelo            | Gestopt                   |                                                         |
| Heurelho Gomes          | Brazilië              | PSV                        | Tottenham Hotspur FC      | Circa € 9.000.000, -                                    |
| Harrie Gommans          | Nederland             | SBV Vitesse                | Roda JC Kerkrade          | Circa € 200.000, -                                      |
| Donny Gorter            | Nederland             | PSV                        | NAC Breda                 | Transfervrij, was al verhuurd                           |
| Ronald Graafland        | Nederland             | SBV Excelsior              | SBV Vitesse               | Transfervrij                                            |
| Franck Grandel          | Frankrijk             | FC Utrecht                 | Clubloos                  | Transfervrij                                            |
| Andreas Granqvist       | Zweden                | Wigan Athletic FC          | FC Groningen              | Circa € 1.000.000, -                                    |
| Hans van de Haar        | Nederland             | ADO Den Haag               | AGOVV                     | Verhuurd                                                |
| Erik Heijblok           | Nederland             | AFC Ajax                   | BV De Graafschap          | Transfervrij                                            |
| John Heitinga           | Nederland             | AFC Ajax                   | Atlético Madrid           | Circa € 10.000.000, -                                   |
| Michiel Hemmen          | Nederland             | FC Volendam                | BV Veendam                | Transfervrij                                            |
| Delano Hill             | Nederland             | Willem II                  | Al-Wakrah SC              | Transfervrij                                            |
| Marc Höcher             | Nederland             | Heracles Almelo            | Helmond Sport             | Transfervrij, was al verhuurd                           |
| Nicky Hofs              | Nederland             | Feyenoord                  | SBV Vitesse               | Verhuurd                                                |
| Brett Holman            | Australië             | N.E.C.                     | AZ                        | Circa € 3.000.000, -                                    |
| Raymond Homoet          | Nederland             | FC Volendam                | Zwaluwen '30              | Transfervrij                                            |
| Csaba Horváth           | Slowakije             | AS Trenčín                 | ADO Den Haag              | Verhuurd                                                |
| Andreas Isaksson        | Zweden                | Manchester City FC         | PSV                       | Circa € 2.800.000, -                                    |
| Daryl Janmaat           | Nederland             | ADO Den Haag               | sc Heerenveen             |                                                         |
| Anco Jansen             | Nederland             | FC Groningen               | SC Cambuur                | Transfervrij, was verhuurd aan FC Zwolle                |
| Michael Jansen          | Nederland             | Feyenoord                  | SC Cambuur                | Transfervrij, was verhuurd aan BV De Graafschap         |
| Theo Janssen            | Nederland             | SBV Vitesse                | FC Twente                 | Circa € 1.500.000, -                                    |
| Julian Jenner           | Nederland             | AZ                         | SBV Vitesse               | Verhuurd                                                |
| Timmi Johansen          | Denemarken            | sc Heerenveen              | Odense BK                 | Verhuurd                                                |
| Collins John            | Nederland             | Fulham FC                  | N.E.C.                    | Verhuurd, was al verhuurd                               |
| Will Johnson            | Canada                | sc Heerenveen              | Real Salt Lake            | Was verhuurd aan BV De Graafschap                       |
| Peter Jungschläger      | Nederland             | VVV-Venlo                  | BV De Graafschap          | Circa € 100.000, -                                      |
| Ekrem Kahya             | Nederland             | VVV-Venlo                  | ADO Den Haag              | Transfervrij                                            |
| Sani Kaita              | Nigeria               | Sparta Rotterdam           | AS Monaco                 |                                                         |
| Bonaventure Kalou       | Ivoorkust             | Clubloos                   | sc Heerenveen             | Transfervrij                                            |
| Ģirts Karlsons          | Letland               | BV De Graafschap           | FK Liepājas Metalurgs     | Transfervrij                                            |
| Cees Keizer             | Nederland             | SBV Vitesse                | FC Zwolle                 | Transfervrij                                            |
| Dolf Kerklaan           | Nederland             | Sparta Rotterdam           | FC Zwolle                 | Transfervrij                                            |
| Remco Klaasse           | Nederland             | HBS-Craeyenhout            | ADO Den Haag              | Transfervrij                                            |
| Marcel Kleizen          | Nederland             | FC Twente                  | FC Zwolle                 | Transfervrij, was al verhuurd                           |
| Geoffrey Knijnenburg    | Nederland             | ADO Den Haag               | Go Ahead Eagles           | Transfervrij                                            |
| Ruud Knol               | Nederland             | PAOK Saloniki              | Sparta Rotterdam          | Transfervrij                                            |
| Marnix Kolder           | Nederland             | FC Groningen               | VVV-Venlo                 | Circa € 125.000, -                                      |
| Melvin Kolf             | Nederland             | N.E.C.                     | BV De Graafschap          | Transfervrij                                            |
| Gerry Koning            | Nederland             | RBC Roosendaal             | FC Volendam               | Transfervrij                                            |
| Milan Kopic             | Tsjechië              | FK Mladá Boleslav          | sc Heerenveen             | Circa € 350.000, -                                      |
| Peter Kopteff           | Finland               | FC Utrecht                 | Aalesunds FK              | Transfervrij                                            |
| Frank van Kouwen        | Nederland             | Roda JC Kerkrade           | VVV-Venlo                 | Circa € 100.000, -                                      |
| Michael Krohn-Dehli     | Denemarken            | AFC Ajax                   | Brøndby IF                | Transfervrij                                            |
| Rogier Krohne           | Nederland             | FC Groningen               | FC Emmen                  | Transfervrij                                            |
| Arnold Kruiswijk        | Nederland             | FC Groningen               | RSC Anderlecht            | Transfervrij                                            |
| Rick Kruys              | Nederland             | FC Utrecht                 | Malmö FF                  |                                                         |
| Samuel Kuffour          | Ghana                 | AFC Ajax                   | Gestopt                   |                                                         |
| Harmen Kuperus          | Nederland             | FC Zwolle                  | FC Volendam               | Transfervrij, was verhuurd aan sc Heerenveen            |
| Kees Kwakman            | Nederland             | RBC Roosendaal             | NAC Breda                 | Circa € 75.000, -                                       |
| Martijn van der Laan    | Nederland             | FC Groningen               | BV Veendam                | Transfervrij                                            |
| Srđan Lakić             | Kroatië               | Heracles Almelo            | Hertha BSC                | Was verhuurd                                            |
| Roland Lamah            | België                | Roda JC Kerkrade           | RSC Anderlecht            | Was verhuurd                                            |
| Paul de Lange           | Nederland             | PAE Veria                  | FC Volendam               | Transfervrij                                            |
| Lee Chun-soo            | Zuid-Korea            | Feyenoord                  | Suwon Samsung Bluewings   | Verhuurd                                                |
| Tommie van der Leegte   | Nederland             | PSV                        | NAC Breda                 | Transfervrij                                            |
| Jeremain Lens           | Nederland             | N.E.C.                     | AZ                        | Was verhuurd                                            |
| Jacob Lensky            | Canada                | Feyenoord                  | Gestopt                   |                                                         |
| Raymond Lenting         | Nederland             | BV De Graafschap           | Sportclub N.E.C.          | Transfervrij, was verhuurd aan AGOVV                    |
| Olaf Lindenbergh        | Nederland             | Sparta Rotterdam           | VPV Purmersteijn          | Transfervrij                                            |
| Edwin Linssen           | Nederland             | VVV-Venlo                  | Roda JC Kerkrade          | Transfervrij                                            |
| Niek Loohuis            | Nederland             | sc Heerenveen              | BV Veendam                | Transfervrij                                            |
| Cecilio Lopes           | Curaçao               | sc Heerenveen              | FC Volendam               | Verhuurd, was al verhuurd                               |
| Juan Lorca              | Chili                 | SBV Vitesse                | Colo-Colo                 | Was verhuurd                                            |
| Kees Luijckx            | Nederland             | SBV Excelsior              | AZ                        | Was verhuurd                                            |
| Albert Luque            | Spanje                | AFC Ajax                   | Málaga CF                 | Verhuurd                                                |
| Nassir Maachi           | Nederland             | FC Utrecht                 | SC Cambuur                | Transfervrij, was verhuurd aan FC Dordrecht             |
| Rob Maas                | Nederland             | Heracles Almelo            | RKC Waalwijk              | Transfervrij                                            |
| Birger Maertens         | België                | Club Brugge                | Heracles Almelo           | Transfervrij                                            |
| Barry Maguire           | Ierland               | FC Den Bosch               | FC Utrecht                |                                                         |
| Mark De Man             | België                | RSC Anderlecht             | Roda JC Kerkrade          | Circa € 300.000, -                                      |
| Reimond Manco           | Peru                  | Alianza Lima               | PSV                       | Circa € 1.400.000, -                                    |
| Denis Mangafic          | Duitsland             | Eintracht Frankfurt        | Heracles Almelo           | Transfervrij                                            |
| Robbert Maruanaya       | Nederland             | sc Heerenveen              | Go Ahead Eagles           | Transfervrij, was al verhuurd                           |
| Tim Matavž              | Slovenië              | FC Groningen               | FC Emmen                  | Verhuurd                                                |
| Radosław Matusiak       | Polen                 | sc Heerenveen              | Gestopt                   | Was verhuurd aan Wisła Kraków                           |
| Haris Međunjanin        | Bosnië en Herzegovina | AZ                         | Real Valladolid           | Circa € 450.000, -                                      |
| Tim De Meersman         | België                | FC Eindhoven               | ADO Den Haag              | Transfervrij                                            |
| Jef Meinderink          | Nederland             | FC Twente                  | Heracles Almelo           | Transfervrij                                            |
| Rihairo Meulens         | Nederland             | SBV Vitesse                | FC Dordrecht              | Verhuurd, was verhuurd aan AGOVV                        |
| Kai Michalke            | Duitsland             | Heracles Almelo            | Clubloos                  | Transfervrij                                            |
| Ken van Mierlo          | Nederland             | Willem II                  | FC Utrecht                | Transfervrij                                            |
| Bogdan Milić            | Montenegro            | FK Budućnost Podgorica     | ADO Den Haag              |                                                         |
| Nicolae Mitea           | Roemenië              | AFC Ajax                   | Dinamo Boekarest          | Circa € 350.000, -                                      |
| Oscar Moens             | Nederland             | Clubloos                   | Willem II                 | Transfervrij                                            |
| Niklas Moisander        | Finland               | FC Zwolle                  | AZ                        | Circa € 600.000, -                                      |
| Rogier Molhoek          | Nederland             | AZ                         | SBV Vitesse               | Verhuurd, was verhuurd aan NAC Breda                    |
| Ibad Muhamadu           | Nederland             | FC Dordrecht               | Willem II                 | Transfervrij                                            |
| Erwin Mulder            | Nederland             | Feyenoord                  | SBV Excelsior             | Verhuurd                                                |
| Kiki Musampa            | Nederland             | Clubloos                   | Willem II                 | Transfervrij                                            |
| Muslu Nalbantoğlu       | Turkije               | N.E.C.                     | Kayserispor               | Transfervrij                                            |
| Furdjel Narsingh        | Nederland             | AZ                         | FC Volendam               | Verhuurd                                                |
| Robin Nelisse           | Nederland             | FC Utrecht                 | Red Bull Salzburg         | Transfervrij                                            |
| Mihai Neșu              | Roemenië              | Steaua Boekarest           | FC Utrecht                | Circa € 1.200.000, -                                    |
| Floribert Ngalula       | België                | Randers FC                 | Sparta Rotterdam          | Transfervrij                                            |
| Jörg van Nieuwenhuijzen | Nederland             | SBV Excelsior              | Heracles Almelo           | Transfervrij                                            |
| Richard van Nieuwkoop   | Nederland             | ADO Den Haag               | VSV TONEGIDO              | Transfervrij                                            |
| Stefan Nijland          | Nederland             | FC Groningen               | PSV                       | Circa € 4.000.000, -                                    |
| George Ogăraru          | Roemenië              | AFC Ajax                   | Steaua Boekarest          | Verhuurd                                                |
| Oleguer                 | Spanje                | FC Barcelona               | AFC Ajax                  | Circa € 3.000.000, -                                    |
| Jonas Olsson            | Zweden                | N.E.C.                     | West Bromwich Albion FC   | Circa € 1.000.000, -                                    |
| Jason Oost              | Nederland             | VVV-Venlo                  | BV De Graafschap          | Transfervrij                                            |
| Barry Opdam             | Nederland             | AZ                         | Red Bull Salzburg         | Circa € 1.500.000, -                                    |
| Rahim Ouédraogo         | Burkina Faso          | Heracles Almelo            | Clubloos                  | Transfervrij                                            |
| Willie Overtoom         | Nederland             | HVV Hollandia              | Heracles Almelo           | Transfervrij                                            |
| Sebastián Pardo         | Zwitserland           | Feyenoord                  | Club Universidad de Chile | Transfervrij, was verhuurd aan SBV Excelsior            |
| Remko Pasveer           | Nederland             | Heracles Almelo            | Go Ahead Eagles           | Verhuurd                                                |
| Ard van Peppen          | Nederland             | BV De Graafschap           | SBV Excelsior             | Transfervrij, was al verhuurd                           |
| Kenneth Pérez           | Denemarken            | AFC Ajax                   | FC Twente                 | Transfervrij                                            |
| Joeri Petrov            | Oekraïne              | FC Volendam                | ASWH                      | Transfervrij                                            |
| Erik Pieters            | Nederland             | FC Utrecht                 | PSV                       | Circa € 2.500.000, -                                    |
| Ariën Pietersma         | Nederland             | NAC Breda                  | Willem II                 | Transfervrij, was verhuurd aan RBC Roosendaal           |
| Mitchell Piqué          | Nederland             | SBV Excelsior              | ADO Den Haag              | Transfervrij                                            |
| Johan Plat              | Nederland             | FC Volendam                | FC Zwolle                 | Transfervrij                                            |
| Rydell Poepon           | Nederland             | AFC Ajax                   | Sparta Rotterdam          | Transfervrij, was verhuurd aan Willem II                |
| Sjaak Polak             | Nederland             | Sparta Rotterdam           | BV Veendam                | Transfervrij                                            |
| Rafael Pollack          | Oostenrijk            | Clubloos                   | NAC Breda                 | Transfervrij                                            |
| Goran Popov             | Macedonië             | Egaleo FC                  | sc Heerenveen             | Transfervrij                                            |
| Stefan Postma           | Nederland             | ADO Den Haag               | BV De Graafschap          | Transfervrij                                            |
| Jakob Poulsen           | Denemarken            | sc Heerenveen              | Aarhus GF                 | Circa € 300.000, -                                      |
| Thomas Prager           | Oostenrijk            | sc Heerenveen              | LASK Linz                 | Circa € 250.000, -                                      |
| Paul Quasten            | Nederland             | FC Volendam                | Willem II                 | Transfervrij                                            |
| Balázs Rabóczki         | Hongarije             | SBV Vitesse                | Budapest Honvéd FC        | Transfervrij                                            |
| Arkadiusz Radomski      | Polen                 | FK Austria Wien            | N.E.C.                    | Transfervrij                                            |
| Slobodan Rajković       | Servië                | Chelsea FC                 | FC Twente                 | Verhuurd, was verhuurd aan PSV                          |
| Leroy Resodihardjo      | Nederland             | SVV Scheveningen           | ADO Den Haag              | Transfervrij                                            |
| Martijn Reuser          | Nederland             | RKC Waalwijk               | NAC Breda                 | Transfervrij                                            |
| Steve De Ridder         | België                | KAA Gent                   | BV De Graafschap          |                                                         |
| Raimund Riedewald       | Nederland             | ADO Den Haag               | Haaglandia                | Transfervrij                                            |
| Daniël Rijaard          | Nederland             | ADO Den Haag               | SVV Scheveningen          | Transfervrij                                            |
| Darryl Roberts          | Trinidad en Tobago    | Sparta Rotterdam           | Denizlispor               | Transfervrij                                            |
| Francisco Rodríguez     | Mexico                | Club Deportivo Guadalajara | PSV                       | Circa € 2.800.000, -                                    |
| Giuseppe Rossini        | Italië                | FC Utrecht                 | KV Mechelen               | Transfervrij                                            |
| Sander Rozema           | Nederland             | FC Groningen               | BV Veendam                | Transfervrij, was verhuurd aan FC Zwolle                |
| Nuri Şahin              | Turkije               | Feyenoord                  | Borussia Dortmund         | Was verhuurd                                            |
| Karim Saïdi             | Tunesië               | Feyenoord                  | Club Africain             | Transfervrij, was verhuurd aan Sivasspor                |
| Lucian Sânmărtean       | Roemenië              | FC Utrecht                 | Gloria Bistrița           | Transfervrij                                            |
| Remco van der Schaaf    | Nederland             | SBV Vitesse                | Burnley FC                | Transfervrij                                            |
| Danny Schenkel          | Nederland             | Sparta Rotterdam           | Willem II                 | Circa € 800.000, -                                      |
| Robbert Schilder        | Nederland             | Heracles Almelo            | AFC Ajax                  | Was verhuurd                                            |
| Lasse Schøne            | Denemarken            | BV De Graafschap           | N.E.C.                    | Circa € 360.000, -                                      |
| Alfred Schreuder        | Nederland             | FC Twente                  | SBV Vitesse               | Transfervrij                                            |
| Vojtěch Schulmeister    | Tsjechië              | SK Sigma Olomouc           | Heracles Almelo           |                                                         |
| Ger Senden              | Nederland             | Roda JC Kerkrade           | Gestopt                   |                                                         |
| Björn Sengier           | België                | Willem II                  | Lommel United             | Transfervrij                                            |
| Qays Shayesteh          | Afghanistan           | FC Twente                  | Heracles Almelo           | Transfervrij                                            |
| Victor Sikora           | Nederland             | NAC Breda                  | FC Dallas                 | Transfervrij                                            |
| Michael Silberbauer     | Denemarken            | FC Kopenhagen              | FC Utrecht                | Transfervrij                                            |
| Kevin Sissing           | Nederland             | BV De Graafschap           | De Treffers               | Transfervrij, was verhuurd aan HFC Haarlem              |
| Morten Skoubo           | Denemarken            | Real Sociedad              | FC Utrecht                | Circa € 400.000, -                                      |
| Donovan Slijngard       | Nederland             | AFC Ajax                   | Sparta Rotterdam          | Verhuurd                                                |
| Arvid Smit              | Nederland             | CS Marítimo                | FC Volendam               | Transfervrij                                            |
| Mark Smith              | Nederland             | Sparta Rotterdam           | Vv Noordwijk              | Transfervrij, was verhuurd aan AGOVV                    |
| Evander Sno             | Nederland             | Celtic FC                  | AFC Ajax                  | Circa € 1.000.000, -                                    |
| Karim Soltani           | Algerije              | VVV-Venlo                  | ADO Den Haag              | Transfervrij                                            |
| Fatih Sonkaya           | Turkije               | Roda JC Kerkrade           | FC Porto                  | Was verhuurd                                            |
| Ronnie Stam             | Nederland             | NAC Breda                  | FC Twente                 | Circa € 2.500.000, -                                    |
| Kenny Steppe            | België                | Germinal Beerschot         | sc Heerenveen             | Circa € 1.500.000, -                                    |
| Marijn Sterk            | Nederland             | AFC Ajax                   | FC Volendam               | Transfervrij                                            |
| Sebastiaan Steur        | Nederland             | sc Heerenveen              | Heracles Almelo           | Transfervrij, was verhuurd aan SBV Excelsior            |
| Frank van der Struijk   | Nederland             | Willem II                  | SBV Vitesse               | Circa € 500.000, -                                      |
| Miralem Sulejmani       | Servië                | sc Heerenveen              | AFC Ajax                  | Circa € 16.250.000, -                                   |
| Gill Swerts             | België                | SBV Vitesse                | AZ                        | Transfervrij                                            |
| Jasar Takak             | Nederland             | SBV Vitesse                | Clubloos                  | Transfervrij                                            |
| Niklas Tarvajärvi       | Finland               | sc Heerenveen              | SBV Vitesse               | Verhuurd, was verhuurd aan BV De Graafschap             |
| Dennis Telgenkamp       | Nederland             | FC Twente                  | Heracles Almelo           | Transfervrij                                            |
| Dwight Tiendalli        | Nederland             | Sparta Rotterdam           | Feyenoord                 | Was verhuurd                                            |
| Joel Tillema            | Nederland             | AFC Ajax                   | ADO Den Haag              | Transfervrij                                            |
| Cheick Tioté            | Ivoorkust             | RSC Anderlecht             | FC Twente                 | Circa € 2.500.000, -, was verhuurd aan Roda JC Kerkrade |
| Jon Dahl Tomasson       | Denemarken            | Villarreal CF              | Feyenoord                 | Transfervrij                                            |
| Karim Touzani           | Nederland             | Aberdeen FC                | Sparta Rotterdam          |                                                         |
| Ismael Urzaíz           | Spanje                | AFC Ajax                   | Gestopt                   |                                                         |
| Krisztián Vadócz        | Hongarije             | N.E.C.                     | CA Osasuna                | Transfervrij                                            |
| José Valencia           | Ecuador               | Willem II                  | FC Eindhoven              | Verhuurd                                                |
| Jahrizino Valentijn     | Nederland             | FC Utrecht                 | AGOVV                     | Verhuurd                                                |
| Enric Vallès            | Spanje                | FC Barcelona               | NAC Breda                 | Transfervrij                                            |
| Kevin Vandenbergh       | België                | FC Utrecht                 | Germinal Beerschot        | Verhuurd                                                |
| Mika Väyrynen           | Finland               | PSV                        | sc Heerenveen             | Transfervrij                                            |
| Stephan Veenboer        | Nederland             | SBV Vitesse                | AFC Amsterdam             | Transfervrij                                            |
| Rogier Veenstra         | Nederland             | NAC Breda                  | SBV Excelsior             | Verhuurd                                                |
| Nick van der Velden     | Nederland             | FC Dordrecht               | AZ                        |                                                         |
| Kenneth Vermeer         | Nederland             | Willem II                  | AFC Ajax                  | Was verhuurd                                            |
| Krisztián Vermes        | Hongarije             | Újpest FC                  | Sparta Rotterdam          | Verhuurd                                                |
| Bob Verweij             | Nederland             | N.E.C.                     | Achilles '29              | Transfervrij                                            |
| Raymond Victoria        | Curaçao               | ADO Den Haag               | Gestopt                   |                                                         |
| Arnar Viðarsson         | IJsland               | FC Twente                  | Cercle Brugge             | Transfervrij, was verhuurd aan BV De Graafschap         |
| Bjarni Viðarsson        | IJsland               | Everton FC                 | FC Twente                 | Transfervrij, was al verhuurd                           |
| Jeffrey Vlug            | Nederland             | Sparta Rotterdam           | Go Ahead Eagles           | Verhuurd, was verhuurd aan RBC Roosendaal               |
| Hans Vonk               | Zuid-Afrika           | Clubloos                   | AFC Ajax                  | Transfervrij                                            |
| Ruud Vormer             | Nederland             | AZ                         | Roda JC Kerkrade          | Transfervrij                                            |
| Boy Waterman            | Nederland             | AZ                         | ADO Den Haag              | Verhuurd                                                |
| Nuelson Wau             | Nederland             | Roda JC Kerkrade           | Nea Salamina Famagusta    | Transfervrij                                            |
| Bas van Wegen           | Nederland             | NAC Breda                  | HFC Haarlem               | Transfervrij                                            |
| Sander Westerveld       | Nederland             | Sparta Rotterdam           | Clubloos                  | Transfervrij                                            |
| Luke Wilkshire          | Australië             | FC Twente                  | Dinamo Moskou             | Circa € 2.200.000, -                                    |
| Maciej Wilusz           | Polen                 | sc Heerenveen              | Sparta Rotterdam          | Transfervrij                                            |
| Paweł Wojciechowski     | Polen                 | Promień Opalenica          | sc Heerenveen             |                                                         |
| Vito Wormgoor           | Nederland             | AFC Ajax                   | FC Utrecht                | Transfervrij                                            |
| Yu Hai                  | China                 | SBV Vitesse                | Guizhou Renhe             | Transfervrij                                            |
| Género Zeefuik          | Nederland             | PSV                        | FC Omniworld              | Verhuurd                                                |
| Edwin Zoetebier         | Nederland             | NAC Breda                  | Gestopt                   |                                                         |
| Ramon Zomer             | Nederland             | FC Twente                  | N.E.C.                    | Verhuurd                                                |
| Gianni Zuiverloon       | Nederland             | sc Heerenveen              | West Bromwich Albion FC   | Circa € 4.000.000, -                                    |
| Harry Zwarthoed         | Nederland             | FC Volendam                | Zwaluwen '30              | Transfervrij                                            |
| Theo Zwarthoed          | Nederland             | AZ                         | RKC Waalwijk              | Transfervrij, was al verhuurd                           |

2007/08 (zomer · winter) · 
2008/09 (zomer · winter) · 
2009/10 (zomer · winter) · 
2010/11 (zomer · winter) · 
2011/12 (zomer · winter) · 
2012/13 (zomer · winter) · 
2013/14 (zomer · winter) · 
2014/15 (zomer · winter) · 
2015/16 (zomer · winter) · 
2016/17 (zomer · winter) ·
2017/18 (zomer · winter) ·
2018/19 (zomer · winter) ·
2019/20 (zomer · winter) ·
2020/21 (zomer · winter) ·
2021/22 (zomer · winter) ·
2022/23 (zomer · winter) ·
2023/24 (zomer · winter) ·
2024/25 (zomer · winter) ·